# Hard to Say I'm Sorry
"Hard to Say I'm Sorry" là một bài hát của ban nhạc người Mỹ Chicago nằm trong album phòng thu thứ 13 của họ, Chicago 16 (1982). Nó được phát hành vào ngày 16 tháng 5 năm 1982 như là đĩa đơn đầu tiên trích từ album bởi Full Moon Records và Warner Bros. Records. Ngoài ra, bài hát còn xuất hiện trong album nhạc phim của bộ phim năm 1982 Summer Lovers. "Hard to Say I'm Sorry" được đồng viết lời bởi thành viên lúc bấy giờ của nhóm Peter Cetera với David Foster, người cũng đồng thời chịu trách nhiệm sản xuất nó. Bài hát đánh dấu sự khởi đầu trong việc thay đổi phong cách âm nhạc của Chicago từ những giai điệu soft rock với những ảnh hưởng của kèn cor sang những âm thanh phù hợp với thị hiếu của công chúng lúc bấy giờ hơn. Đây là một bản soft rock ballad mang nội dung đề cập đến việc một người đàn ông đang cố gắng níu giữ một mối quan hệ đã lạnh nhạt, mặc dù anh thừa nhận rằng thật khó để nói lời xin lỗi cho những lỗi lầm của bản thân trong quá khứ.
Sau khi phát hành, "Hard to Say I'm Sorry" nhận được những phản ứng tích cực từ các nhà phê bình âm nhạc, trong đó họ đánh giá cao giai điệu sâu lắng, sự thay đổi trong phong cách âm nhạc của Chicago cũng như quá trình sản xuất nó, đồng thời gọi đây là một điểm nhấn nổi bật từ Chicago 16. Ngoài ra, bài hát còn gặt hái nhiều giải thưởng và đề cử tại những lễ trao giải lớn, bao gồm một đề cử giải Grammy ở hạng mục Trình diễn giọng pop xuất sắc nhất của bộ đôi hoặc nhóm nhạc tại lễ trao giải thường niên lần thứ 25. "Hard to Say I'm Sorry" cũng tiếp nhận những thành công vượt trội về mặt thương mại, đứng đầu các bảng xếp hạng ở Canada, Ireland, Ý và Thụy Sĩ, đồng thời lọt vào top 10 ở nhiều quốc gia nó xuất hiện, bao gồm vươn đến top 5 ở những thị trường lớn như Úc, Áo và Vương quốc Anh. Tại Hoa Kỳ, nó đạt vị trí số một trên bảng xếp hạng Billboard Hot 100 trong hai tuần liên tiếp, trở thành đĩa đơn quán quân thứ hai của nhóm tại đây.
Một video ca nhạc cho "Hard to Say I'm Sorry" đã được phát hành, trong đó bao gồm những cảnh Chicago trình diễn trong một căn phòng tối với những viên kim cương tỏa sáng xung quanh. Được ghi nhận là bài hát trứ danh trong sự nghiệp của nhóm, nó đã được hát lại và sử dụng làm nhạc mẫu bởi nhiều nghệ sĩ, như Barry Manilow, Westlife, Tim McGraw, Az Yet, Celtic Thunder và chính tác giả của nó Foster, cũng như xuất hiện trong nhiều tác phẩm điện ảnh và truyền hình, bao gồm Alan Partridge: Alpha Papa, Miranda và The Grinder. Ngoài ra, bài hát còn xuất hiện trong nhiều album tuyển tập của Chicago, như Greatest Hits 1982–1989 (1989), The Heart of Chicago 1967–1997 (1997), The Very Best of Chicago: Only the Beginning (2002) và The Best of Chicago: 40th Anniversary Edition (2007). "Hard to Say I'm Sorry" cũng bước đầu đánh dấu những tiềm năng cho sự nghiệp hát đơn của Cetera, người sẽ rời nhóm ba năm sau đó để hoạt động độc lập và gặt hái nhiều thành công.

## Danh sách bài hát
Đĩa 7"
- A. "Hard to Say I'm Sorry" – 3:42
- B. "Sonny Think Twice" – 4:00

## Xếp hạng
| Bảng xếp hạng (1982)                  | Vị trí cao nhất |
| ------------------------------------- | --------------- |
| Úc (Kent Music Report)                | 4               |
| Áo (Ö3 Austria Top 40)                | 5               |
| Bỉ (Ultratop 50 Flanders)             | 15              |
| Canada (RPM)                          | 1               |
| Canada Adult Contemporary (RPM)       | 1               |
| Đức (Official German Charts)          | 6               |
| Ireland (IRMA)                        | 1               |
| Ý (FIMI)                              | 1               |
| Hà Lan (Dutch Top 40)                 | 22              |
| New Zealand (Recorded Music NZ)       | 13              |
| Nam Phi (Springbok Radio)             | 14              |
| Thụy Sĩ (Schweizer Hitparade)         | 1               |
| Anh Quốc (OCC)                        | 4               |
| Hoa Kỳ Billboard Hot 100              | 1               |
| Hoa Kỳ Adult Contemporary (Billboard) | 1               |

| Bảng xếp hạng (1982)                 | Vị trí |
| ------------------------------------ | ------ |
| Australia (Kent Music Report)        | 10     |
| Canada (RPM)                         | 9      |
| Denmark (IFPI)                       | 36     |
| Germany (Official German Charts)     | 66     |
| Italy (FIMI)                         | 7      |
| Netherlands (Dutch Top 40)           | 226    |
| New Zealand (Recorded Music NZ)      | 48     |
| Switzerland (Schweizer Hitparade)    | 5      |
| UK Singles (Official Charts Company) | 27     |
| US Billboard Hot 100                 | 10     |
| US Adult Contemporary (Billboard)    | 6      |

| Bảng xếp hạng (1980-89) | Vị trí |
| ----------------------- | ------ |
| US Billboard Hot 100    | 37     |

| Bảng xếp hạng        | Vị trí |
| -------------------- | ------ |
| US Billboard Hot 100 | 213    |

## Chứng nhận
| Quốc gia | Chứng nhận | Số đơn vị/doanh số chứng nhận |
| --- | ---------- | ----------------------------- |
| Úc (ARIA) | Vàng       | 50.000^                       |
| Canada (Music Canada) | Vàng       | 50.000^                       |
| Anh Quốc (BPI) | Bạc        | 250.000^                      |
| Hoa Kỳ (RIAA) | Vàng       | 1.000.000^                    |
| * Chứng nhận dựa theo doanh số tiêu thụ. ^ Chứng nhận dựa theo doanh số nhập hàng. ‡ Chứng nhận dựa theo doanh số tiêu thụ và phát trực tuyến. |            |                               |